# Brayan Moya
Brayan Josué Velásquez Moya (ur. 19 października 1992 w San Antonio de Oriente) – honduraski piłkarz grający na pozycji ofensywnego pomocnika lub napastnika. Reprezentant Hondurasu.

## Kariera
Moya rozpoczynał swoją karierę w CDS Vida. Następnie grał w Olimpii, gdzie wygrał Ligę CONCACAF. W 2019 roku wyjechał do Wenezueli i reprezentował tam barwy Zulia FC. W 2020 roku przeniósł się do angolskiego CD Primeiro de Agosto.
W reprezentacji Hondurasu 5 września 2019 w starciu z Portorykiem. Pierwszą bramkę zdobył 10 października w meczu Ligi Narodów CONCACAF z Trynidadem i Tobago.